# Costora krene
Costora krene är en nattsländeart som beskrevs av Arturs Neboiss 1977. Costora krene ingår i släktet Costora och familjen Conoesucidae. Inga underarter finns listade i Catalogue of Life.